# Max Landois
Max Landois (* 22. März 1873 in Greifswald; † 1935 in Leipzig) war ein deutscher Reichsgerichtsrat.

## Leben
Max Landois war der Sohn des Physiologen Leonard Landois, sein Bruder war der Mediziner Felix Landois. Er studierte Rechtswissenschaften in Tübingen und wurde 1891 Mitglied des Corps Suevia Tübingen. 1900 war er Gerichtsassessor in Eltville und Camberg. 1904 wurde er zum Amtsrichter in Freiburg a.E. ernannt. 1908 wurde er Landrichter in Görlitz und 1913 zum Oberlandesgerichtsrat am Oberlandesgericht Marienwerder befördert. 1921 war er Mitglied des Auflösungsamtes für Familiengüter in Marienwerder. Ein Jahr später wurde er zum Hilfsrichter am Reichsgericht berufen, 1923 Reichsgerichtsrat. Im Deutschen Richterbund wirkte er in der Schriftleitung der „Deutschen Richterzeitung“ mit. Er war Mitarbeiter der Juristischen Rundschau. In „Planck's Kommentar zum Bürgerlichen Gesetzbuch“ war Landois Mitkommentator.

## Werke
- Zur Lehre vom völkerrechtlichen Schutz der submarinen Telegraphen-Kabel, Diss. Universität Greifswald, 1894